# Cementiri de la Magdalena
El cementiri de la Magdalena (en francès cimetière de la Madeleine) és un cementiri parisenc (avui desaparegut) on van ser dipositats els cossos de les persones guillotinades a l'antiga plaça de la Revolució (actual plaça de la Concòrdia) al 8è districte:

## Llista de les personalitats inhumades
- Lluís XVI (21 de gener de 1793). Les seves restes van ser traslladades a la basílica Saint-Denis el 21 de gener de 1814.
- Maria Antonieta (16 d'octubre de 1793). Les seves restes van ser traslladades a la basílica Saint-Denis el 21 de gener de 1814.
- Charlotte Corday (18 de juliol de 1793).
- Els vint-i-dos Girondins guillotinats el 10 de Brumari any II:
  - Charles-Louis Antiboul
  - Jacques Boilleau
  - Jean-Baptiste Boyer-Fonfrède
  - Jacques-Pierre Brissot
  - Jean-Louis Carra
  - Gaspard-Séverin Duchastel
  - Jean-François Ducos
  - Charles Éléonor Dufriche-Valazé
  - Jean Duprat
  - Claude Fauchet
  - Jean-François Martin Gardien
  - Armand Gensonné
  - Jacques Lacaze
  - Marc David Lasource
  - Claude Romain Lauze de Perret
  - Pierre Lehardy
  - Benoît Lesterpt-Beauvais
  - Jacques Pierre Agricol Mainvielle
  - Charles-Alexis Brûlart, marquès de Sillery
  - Pierre-Victurnien Vergniaud
  - Louis-François-Sébastien Viger
- Madame Roland (8 novembre de 1793).
- La comtessa Jeanne du Barry (favorita de Lluís XV, morta el 8 de desembre de 1793).
- Olympe de Gouges (3 novembre de 1793).
- Els guardes suïssos morts al Palau de les Teuleries el 10 d'agost de 1792.
- Antoine Charles Augustin d'Allonville mort al Palau de les Teuleries el 10 d'agost de 1792.
- Antoine-Nicolas Collier, general Comte de la Marlière, condemnat a mort pel tribunal revolucionari el 26 de novembre de 1793 (6 Frimari any II).

## El cementiri després de 1793
Descloseaux, un veí del cementiri de la Magdalena, va comprar el tros de terra. Havent estat testimoni de les inhumacions que s'hi van fer, havia circumscrit l'indret exacte on descansaven els cossos i havia envoltat el quadrat d'un bedollar amb salzes ploraners i xiprers, amb la preocupació de salvaguardar les despulles de la parella reial i de les altres víctimes que hi eren inhumades.
Aquest cementiri fou desafectat el març de 1794.

## La Capella expiatòria
Avui, l'square Louis XVI, situada al vuitè districte de París, rue Pasquier. Durant la Restauració, Lluís XVIII feu erigir a l'emplaçament del cementiri de la Magdalena una capella expiatòria per Pierre-François-Léonard Fontaine.